# Tharsalea nubila
Tharsalea nubila är en fjärilsart som beskrevs av Comstock 1926. Tharsalea nubila ingår i släktet Tharsalea och familjen juvelvingar. Inga underarter finns listade i Catalogue of Life.